# Љубитељ голубова
„Љубитељ голубова” је југословенски ТВ филм из 1968. године. Режирао га је Небојша Комадина а сценарио је написао Предраг Чудић.

## Улоге
| Глумац                | Улога |
| --------------------- | ----- |
| Светлана Бојковић     |       |
| Ђорђе Јелисић         |       |
| Драган Николић        |       |
| Данило Бата Стојковић |       |